# Kanton Labastide-Murat
Der Kanton Labastide-Murat war bis 2015 ein französischer Wahlkreis im Arrondissement Gourdon, im Département Lot und in der Region Midi-Pyrénées; sein Hauptort war Labastide-Murat.
Der Kanton Labastide-Murat war 177,63 km² groß und hatte  2390 Einwohner (Stand: 2012).
Der Kanton umfasste Wahlberechtigte aus elf Gemeinden:
| Gemeinde                | Einwohner Jahr | Fläche km² | Bevölkerungsdichte | Code INSEE | Postleitzahl |
| ----------------------- | -------------- | ---------- | ------------------ | ---------- | ------------ |
| Beaumat                 | 81 (2013)      | –          | – Einw./km²        | 46019      | 46240        |
| Caniac-du-Causse        | 346 (2013)     | –          | – Einw./km²        | 46054      | 46240        |
| Fontanes-du-Causse      | 74 (2013)      | –          | – Einw./km²        | 46110      | 46240        |
| Ginouillac              | 167 (2013)     | –          | – Einw./km²        | 46121      | 46240        |
| Labastide-Murat         | 670 (2013)     | –          | – Einw./km²        | 46138      | 46240        |
| Lunegarde               | 99 (2013)      | –          | – Einw./km²        | 46181      | 46240        |
| Montfaucon              | 562 (2013)     | –          | – Einw./km²        | 46204      | 46240        |
| Saint-Sauveur-la-Vallée | 42 (2013)      | –          | – Einw./km²        | 46291      | 46240        |
| Séniergues              | 128 (2013)     | –          | – Einw./km²        | 46304      | 46240        |
| Soulomès                | 118 (2013)     | –          | – Einw./km²        | 46310      | 46240        |
| Vaillac                 | 97 (2013)      | –          | – Einw./km²        | 46325      | 46240        |